# Tao Lin
Tao Lin (Chino tradicional: 林 韜, Chino simplificado: 林 韬, Pinyin: Lín Tāo; 2 de julio de 1983, Alexandría, Virginia) es un novelista, poeta, ensayista, escritor de relatos y artista estadounidense, descendientes de padres chinos taiwaneses. Ha publicado tres novelas, dos libros de poesía, una colección de relatos cortos. Su tercera novela, Taipei, ha sido publicada por la editorial Vintage el 4 de junio de 2013. Al español se han traducido los siguientes libros: ÉÉÉÉÉ, ÉÉÉ, ÉÉÉÉ; Robar en American Apparel; Richard Yates y Taipei.
Se le considera voz de su generación y miembro de la 'literatura alternativa' aunque es criticado por su buscada artificiosidad.

## Publicaciones de Tao Lin

### En Inglés
- 2009 - Eeeee Eee Eeee (2007), Beatiful Books - El Tercer Hombre.
- 2011 - Robar en American Apparel (2009), Alpha Decay.
- 2011 - Richard Yates (2010) Alpha Decay.
- 2014 - Taipei (2013), Alpha Decay.
- 2015 - nadie sabe por qué estamos aquí (2015), Los libros de la mujer rota

eBooks
- hikikomori, bear parade, 2006.
- Today The Sky is Blue and White with Bright Blue Spots and a Small Pale Moon and I Will Destroy Our Relationship Today, bear parade, 2006.
- this emotion was a little e-book, bear parade, 2006.

Poesía
- you are a little bit happier than i am, Action Books, 2006.
- cognitive-behavioral therapy, Melville House, 2008.

Novelas
- Eeeee Eee Eeee, Melville House, 2007.
- Richard Yates, Melville House, 2010.
- Taipei, Vintage Books, 2013.
- Shoplifting from American Apparel, Melville House, 2009.
- Leave Society, Penguin Random House, 2021.

Relatos
- Bed, Melville House, 2007.

### Obra en inglés disponible en línea -selección-
Ficción
- Sasquatch from Bed
- Love is a Thing on Sale for More Money Than There Exists from Bed
- Jawbreaker's Major-Label Album at Vice
- How To Give A Reading on Mushrooms at Thought Catalog
- Excerpt of Taipei at Vice
- Excerpt of Richard Yates at Hipster Runoff

Poesía
- ugly fish poem at Coconut
- 2 poems at Coconut
- 12 poems at The Lifted Brow

Ensayo
- When I Moved Online in New York Times
- Essay about the future of the novel in New York Observer
- An Account of Being Arrested For Trespassing NYU's Bookstore at Gawker
- Koko, The "Talking" Gorilla at Thought Catalog
- Almost Transparent Blue by Ryu Murakami at Thought Catalog
- Only Connect at Poetry Foundation
- Relationship Poems at Poetry Foundation
- What I Can Tell You About Seattle Based on the People I've Met Who Are From There at The Stranger
- The Levels of Greatness a Fiction Writer Can Achieve in America at The Stranger